# Brasilia Challenger
Il Brasilia Challenger è stato un torneo professionistico di tennis giocato su campi in terra rossa. Faceva parte dell'ATP Challenger Series. Si giocava annualmente a Brasilia in Brasile.

## Albo d'oro

### Singolare
| Anno       | Campione          | Finalista            | Punteggio        |
| ---------- | ----------------- | -------------------- | ---------------- |
| 2001 (2)   | Sebastián Prieto  | Sébastien de Chaunac | 6–4, 4–6, 7–6(6) |
| 2001       | Gastón Etlis      | Sergio Roitman       | 7–5, 6–3         |
| 2000- 1996 | Non disputato     | Non disputato        | Non disputato    |
| 1995       | Leander Paes      | Roberto Jabali       | 6–1, 5–7, 6–4    |
| 1994       | Laurence Tieleman | Frédéric Vitoux      | 2–6, 7–6, 6–4    |
| 1993- 1991 | Non disputato     | Non disputato        | Non disputato    |
| 1990 (2)   | Cássio Motta      | Jaime Oncins         | 7–6, 6–4         |
| 1990       | Olivier Delaître  | Brian Garrow         | 7–6, 6–1         |
| 1989 (3)   | Marcelo Filippini | Tim Wilkison         | 6–2, 6–4         |
| 1989 (2)   | Mario Tabares     | Luiz Mattar          | 6–3, 6–2         |
| 1989       | David Wheaton     | Dan Cassidy          | 6–1, 6–2         |
| 1988       | Luiz Mattar       | Javier Sánchez       | 3–6, 6–4, 7–5    |
| 1987       | Non disputato     | Non disputato        | Non disputato    |
| 1986       | Pedro Rebolledo   | Ronnie Båthman       | 6–2, 6–2         |
| 1985- 1983 | Non disputato     | Non disputato        | Non disputato    |
| 1982       | Mark Dickson      | Givaldo Barbosa      | 3–6, 6–3, 6–4    |
| 1981       | Pablo Arraya      | Thomaz Koch          | 6–3, 3–6, 6–4    |

### Doppio
| Anno       | Campioni                               | Finalisti                          | Punteggio     |
| ---------- | -------------------------------------- | ---------------------------------- | ------------- |
| 2001 (2)   | Luis Lobo Daniel Orsanic               | Daniel Melo Alexandre Simoni       | walkover      |
| 2001       | Gastón Etlis Leonardo Olguín           | Gustavo Marcaccio Patricio Rudi    | 6–4, 6–4      |
| 2000- 1996 | Non disputato                          | Non disputato                      | Non disputato |
| 1995       | Jean-Philippe Fleurian Nicolás Pereira | Noam Behr Lior Mor                 | 7–6, 6–2      |
| 1994       | Bill Barber Ivan Baron                 | Nelson Aerts Danilo Marcelino      | 6–0, 7–5      |
| 1993- 1991 | Non disputato                          | Non disputato                      | Non disputato |
| 1990 (2)   | Jaime Oncins Andrew Sznajder           | Luiz Mattar Fernando Roese         | 7–5, 3–6, 7–6 |
| 1990       | Nelson Aerts Fernando Roese            | Simone Colombo César Kist          | 6–3, 7–5      |
| 1989 (3)   | Charles Beckman Jean-Philippe Fleurian | Javier Frana Gustavo Luza          | 4–6, 6–3, 6–0 |
| 1989 (2)   | Horacio de la Peña David Macpherson    | Luis Ruette João Soares            | 6–3, 7–5      |
| 1989       | Ricardo Acioly Dácio Campos            | Marcelo Hennemann Edvaldo Oliveira | 7–6, 6–3      |
| 1988       | Danilo Marcelino Mauro Menezes         | Ricardo Acioly Dácio Campos        | 4–6, 7–6, 7–5 |
| 1987       | Non disputato                          | Non disputato                      | Non disputato |
| 1986       | Ronnie Båthman Stefan Svensson         | Gustavo Luza Gustavo Tiberti       | 6–4, 6–1      |
| 1985- 1983 | Non disputato                          | Non disputato                      | Non disputato |
| 1982       | Givaldo Barbosa (2) João Soares (2)    | Jose Luis Damiani Ricardo Ycaza    | 6–4, 3–6, 7–6 |
| 1981       | Givaldo Barbosa (1) João Soares (1)    | Carlos Gattiker Alejandro Gattiker | walkover      |